# Age of Empires III: The WarChiefs
Age of Empires III: The WarChiefs este prima extensie interactivă a jocului Age of Empires III. Ea aduce în prim-plan trei civilizații: aztecă, sioux și iroquois. Dacă de azteci ai auzit în filmul ‘Apocalypto’ al lui Mel Gibson, celelalte civilizații sunt gata să fie descoperite, de la deprinderi gospodărești, până la tactici tradiționale de luptă.

Adițional față de modul de luptă în care încerci din răsputeri să-ți învingi calculatorul, Ensemble Studios îți propune pentru ‘Age of Empires III: The War Chiefs’ și un modul online multiplayer, pentru sesiuni prelungite de nebănuite cuceriri. Însă, în pura tradiție web, conectarea online nu este, nici pe departe, cea mai bună, iar durata de timp în care rămâi fără picior de aztec prin ținuturile americane, poate fi extrem de scurtă.